# Томас Макензі
Томас Макензі, відомий також як Макензі Фома Фомич (англ. Thomas MacKenzie; 1740 — 10 (21) січня 1786) — російський контр-адмірал шотландського походження, засновник міста Севастополь (Ахтіар).

## Біографія
Пішов на службу в російський флот у 1765 р. мічманом. Служив на Балтійському флоті, багато плавав у Середземному морі та Архіпелазі. Брав участь у низці боїв, в Чесменському бою командував брандером і був нагороджений орденом Святого Георгія 4-го класу.
Спогади сучасників Макензі вказують, що він був хоробрим морським офіцером, що поступив на російську службу «не заради лову щастя і чинів», а віддав себе, всі свої знання і досвід служінню другій батьківщині — Російській імперії. Це була весела людина, що любила вільний від служби час проводити у веселих компаніях у колі друзів і товаришів по службі.
«Він служив серед росіян, прийняв звичаї росіян. Причому він прийняв православну віру, про що свідчить той факт, що він закладав православний храм», — говорить історик Усольцев.
У «Загальному морському списку» (рос. «Общий морской список») за 1885 і 1890 рр. опубліковано послужні списки двох морських офіцерів, вихідців із Шотландії — Макензі Томас. Це був (у російській вимові) Фома Каліновіч Мекензі та Фома Фоміч Мекензі. Фома Фоміч служив на флоті з 1765 по 1786 рік. Дехто припускає, що Фома Каліновіч, який служив раніше (з 1736 до 1765) був батьком Томаса.
1760 року Ф. Ф. Макензі поступив на навчання в кадетський корпус. У 1764 р. Ф. Ф. Макензі перевели в старший клас і направили для проходження практики на корабель. У квітні 1765 р. загін з двох кораблів прибув до Кронштадта. Гардемарин Ф. Ф. Макензі складає іспити, йому присвоюють перший офіцерський чин — мічмана і направляють для проходження морської служби на Балтійський флот.
У послужному списку Ф. Ф. Макензі так і записано: «1765 р., 22 липня поступив на службу мічманом».
Мічман Макензі здійснював рейси між Кронштадтом і німецьким містом Любек на палубному боту, що був у його командуванні. За два роки він добре вивчив фарватери Фінської затоки і Балтійського моря. Макензі отримує призначення на судно брандвахти «Ульріксділь», що ніс службу на Кронштадтському рейді. У 1767 р. Томаса списують на берег і направляють для подальшої служби до Архангельська. Взимку 1767 р. Макензі на санях відправився до цього міста.
Після прибуття до Архангельська Макензі взяв участь у спостереженні за будівництвом 22-гарматного пінка (транспортне судно) «Венера». Пінк був закладений 12 листопада 1766 р. корабельним майстром Семеновим. Пінк мав довжину 40 м, ширину 15 м, дві щогли з косими вітрилами й одну палубу, під якою розміщувалися вантажні трюми. До травня 1768 р. пінк був добудований, озброєний і підготовлений до походу.
Пінк пройшов протоки з Німецького моря в Балтійське. Шлях завдовжки в 2000 миль був пройдений доволі швидко. При середній швидкості 8-9 вузлів було потрібно близько 30 діб. Витримавши шторми і бурі, пінк прибув до Кронштадта, і Макензі продовжив службу на ньому.
У жовтні 1768 р. почалася російський-турецька війна. Мічман Макензі подав рапорт про переведення його на ескадру, що готувалася в Середземному морі. Але перша ескадра була вже повністю укомплектована офіцерами і його призначили в другу ескадру на флагманський корабель «Не чіпай мене» (рос. «Не тронь меня») до контр-адмірала Джона Ельфінстона, з підвищенням з 30 липня 1769 р. до чину лейтенанта. 23 грудня флагманський корабель прибув у Портсмут. Там його перевели на корабель «Святослав», який був залишений у Портсмуті для ремонту першою ескадрою. Макензі призначили завідувати фокмачтою. Далі був відправлений до берегів Греції. Брав участь у боях з турками.
Після укладення мирного договору з Туреччиною російський флот закінчив свою місію та після повернення з Середземного моря Макензі, як пишеться в його послужному списку: «знаходився в озброєнні різних судів для торжества, за що був нагороджений золотою табакеркою з діамантом». 15 грудня 1775 року його перевели в капітани 2-го рангу, а незабаром до Архангельська для прийому знов побудованих 66-гарматних фрегатів і їхнього перекидання до Кронштадту. 21 квітня 1777 року йому присвоїли звання полковника, призначивши командиром 66-гарматного корабля «Деріс». У травні 1780 року ескадра Палібіна, до складу якої входив корабель «Деріс», вийшла до Лісабона для несення дозорної й охоронної служби і повинна була повернутися до Кронштадта в жовтні-місяці, після завершення літньо-осінньої кампанії.
Усередині жовтня ескадра вийшла з Лісабона, але вимушена була повернутися до Лісабона і там зимувати. Проте корабель «Деріс» увійшов до протоки Ламанш і 4 листопада 1780 року кинув якір в англійському порту Портсмут. Причину входу в англійський порт Макензі пояснював необхідністю ремонту корабля. Але англійські газети писали, що корабель доставив до Англії велику кількість грошей і звільнених з полону англійців. 25 червня 1781 року «Деріс» прибув до Кронштадта.
Адміралтейств-колегія розглядала це порушення інструкції і 5 квітня 1782 року вирішила: «Тримати Макензі під підозрою, доки він не спокутуватиме свою провину старанною службою, а тому таким надійним, яким він раніше вважався, а також відмінним і таким, що знає морську справу, вважатися вже не може».
Незважаючи на таке рішення адміралтейств-колегії, Катерина II вирішила по-своєму. Їй потрібні були досвідчені морські офіцери. Згідно з указом від 28 червня 1782 року Макензі отримав генерал-майорський ранг капітана.
Указом Катерини II від 12 січня 1783 р. Макензі був проведений в контр-адмірали і скерований до командувача Чорноморським флотом Федота Клокачова. У березні 1783 р. він прибув до Керчі, де прийняв від Козлянінова командування Азовською флотилією.

### Заснування Севастополя
1783 року за наказом графа Потьомкіна заснував місто Севастополь, яке спершу мало назву Ахтіар.
Після того, як Клокачов отримав звістку про анексію Криму Російською імперією, він за вказівкою Потьомкина, вийшов в морі з двома загонами кораблів. Ескадра вийшла з Керчі 24 квітня, а 2 травня ввійшла в Ахтіарськую гавань. Тут належало засновувати новий порт на Чорному морі.
3 травня Клокачов і Макензі на боті «Битюг» зробили обхід Ахтіарської бухти.
У донесенні морському міністрові Клокачов писав: «При цьому непріміну я Вашій Ясновельможності донести, що при самому вході в Ахтіарськую гавань дивувався я хорошію її з моря положенням, увійшовши і оглянувши, можу сказати, що у всій Європі немає подібної гавані — положенням, величиною, глибиною. Можна в ній мати флот до 100 військових судів. До всього того ж природа такі влаштувала лимани, що самі по собі відокремлені на різні гавані, то-есть — військову і купецьку.».
Коли адмірали зійшли на плоский мис, розташований за першою затокою від входу в бухту, то вони відразу ж вирішили тут закладати порт. З цього мису було добре видно вхід в бухту і вся бухта, що тягнеться до руїн Інкерману.
Матроси взялися до освоєння берегів Ахтіарської бухти.
Для орієнтації на місцевості у татар дізналися про назви заток. Першу при вході в бухту татари називали Каді-лиман (затока судді). Спочатку цю затоку називали по-татарськи, але коли на його березі обладнали склади для корабельної артилерії, що знімається при вході в бухту на зимівлю і ремонт, то затоку стали називати Артилерійською.
Наступну затоку, що протягнулася довгим рукавом на південь, татари називали Вівчар-лиман (заливши пастухів), а росіяни відразу ж назвали його по-своєму: Південний. Наступна затока, де розмістилися лінійні кораблі, отримала назву Корабельний.
Затоку, де екіпаж кораблів при зимівлі в 1782—1783 рр. обладнав киленбанок — пристань для ремонту підводної частини кораблів, стали називати не інакше, як Киленбухта. Північні береги бухти отримали назву Північна.
Віце-адмірал Клокачов 8 травня відбув до Херсона, передавши кораблі і керівництво будівництвом порту та фортеці під команду Макензі, який відтак став першим командиром ескадри, порту і фортеці.
Наступного дня Макензі переніс свій прапор на фрегат «Крим», бо на «Хотині» утворилася текти в підводній частині і він вимагав термінового ремонту. Зібравши всіх командирів кораблів, він повідомив їх, що прийняв командування ескадрою і будівельника порту, і на закінчення сказав: «Панове! Тут ми зимуватимемо. Старайтеся кожен для себе що-небудь збудувати. Я допомагатиму лісом, скільки можна приділити. Інше як самі знаєте, так і робіть».
Цією вказівкою він давав свободу дій всім командирам в справі будівництва житлових і господарських приміщень для членів екіпажів.
Почалися роботи із закладки військового порту. Макензі обійшов західний берег бухти Вівчар-лиман і намітив місця стоянки кораблів. Першим при вході в цю бухту поставили флагманський фрегат «Крим». За ним стала решта фрегатів, потім шхуни, а бот поряд з флагманським фрегатом, як транспортне судно.
З екіпажів сформували загони землекопів, лісорубів, каменярів і вантажників. В околицях гавані знайшли старі каменоломні і там камнетеси почали здобувати будівельний камінь. Частину каменя брали з руїн стародавнього Херсонеса, підриваючи будівлі, які на той час ще добре збереглися заради будівельних матеріалів.
Там, де селилися багаті люди — офіцери, купці, підрядчики, духівництво, там зростали кам'яні палаци і будинки, мостилися каменем вулиці і тротуари. А ті, чиїми руками і потім шикувалося місто, жили в поспішно побудованих мазанках, в землянках, а то і просто в печерах без жодних елементарних зручностей.
Місто росла і приймала зовнішність будь-якого провінційного міста і ділився на аристократичний центр і околичні слобідки. Так з'явилася слобідка Корабельна, де селилися відставні матроси, Артилерійська — місце мешкання робочих артскладов, Карантинна — робочі і службовці карантинного поста тощо.
У нотатках учасника подій, майбутнього адмірала Дмитра Сенявіна згадується: «Призначивши місця під будови, доставивши туди потрібну кількість всякого роду речей і матеріалів, 3-го числа червня місяця адмірал [Маккензі] заклав 4 будівлі. Першу — каплицю в ім'я Миколи Чудотворця.
Іншу — будинок для себе, третю — пристань дуже хорошу проти будинку свого, четверте — кузню в адміралтействі. Будівлі ці всі кам'яні, приведені до кінця вельми скоро і майже неймовірно. Каплиця освячена 6-го серпня, кузня була готова за 3 тижні, пристань зроблена з невеликим протягом місяць, а в будинок перейшов адмірал і дав бал на новосілля 1-го листопада.»
Одночасно з будівництвом міста почалося межування земель. Морському відомству була виділена обширна ділянка землі, де Макензі організував виробництво цегли, заготівлю лісу і дров, випалювання вугілля, сінокосіння для годівлі худоби. Там же він побудував собі дачу. Цю територію відразу ж назвали Мекензієві Гори.
1785 — на Макензі завели кримінальну справу про недозволене витрачання державних коштів. Справу не було доведено до кінця через смерть контр-адмірала.
В околицях Севастополя є залізнична станція Мекензієви Гори.
У архівах і книгосховищах історики ще не знайшли портрет Макензі.